# 卡姆洛斯
卡姆洛斯（英語：Camulus）古罗马凯尔特神话神祇之一。长期影响于不列颠和高卢等历史地区。其事迹亦反映于相关铭文等文物中，具有重要地影响与积极意义。